# Anommatus duodecimstriatus
Anommatus duodecimstriatus is een keversoort uit de familie knotshoutkevers (Bothrideridae). De wetenschappelijke naam van de soort werd in 1821 gepubliceerd door Philipp Ludwig Statius Muller.